# 世界文化多樣性宣言
世界文化多樣性宣言（英語：UNESCO Universal Declaration on Cultural Diversity）是聯合國教科文組織2001年11月2日第二十次全體會議報告通過的決議，目的是呼籲世界各國要重視維護語言文化多樣性的重要。

## 外部連結
- Universal Declaration on Cultural Diversity 多語文版